# اللمهيل (ريمة)

تعديل مصدري - تعديل

اللمهيل أو قرية اللمهيل، هي إحدى قرى عزلة بني سعيد الواقعة ضمن مديرية الجعفرية التابعة لمحافظة ريمة، بلغ تعداد سكانها (870) نسمة حسب تعداد اليمن لعام 2004م.

## المحلات التابعة للقرية
1. اللمهيل العالي.
2. اللمهيل السافل.
3. المقبول.
4. المنقل.
5. المجنة.